# Оніке Александру Арсекійович
Александру Арсекійович Оніке (рум. Alexandru Onica, нар. 29 липня 1984, Кишинів, Молдавська РСР) — молдовський футболіст, півзахисник «Зарі» (Бєльці) та національної збірної Молдови.

## Клубна кар'єра
З 2003 року захищав кольори кишинівського клубу «Уніспорт-Авто».
У 2005 переїхав до Росії, де спробував сили у челябінському «Спартаку», а ще за рік — у складі іншого представника другого за ієрархією російського Першого дивізіону, клубу «КАМАЗ». Не зміг закріпитися у складі російських клубів і 2006 року повернувся на батьківщину, приєднавшись до кишинівської «Дачії». Поступово став ключовим гравцем півзахисту команди.
Наприкінці 2009 року перейшов на правах вільного агента до полтавської «Ворскли», уклавши з клубом трирічний контракт. Перейшов до полтавського клубу у статусі найкращого півзахисника чемпіонату Молдови. У чемпіонатах України дебютував 13 березня 2010 року у грі проти київського «Динамо», поразка 0:1. Не зміг стати гравцем основи нового клубу, усього протягом весняної частини чемпіонату 2009—2010 взяв участь лише у 4 матчах української Прем'єр-ліги. Наступний сезон розпочав виступами у складі команди дублерів «Ворскли».
У лютому 2011 року повернувся до кишинівської «Дачії», з якою в тому ж році став чемпіоном Молдови та володарем національного суперкубку.
На початку 2012 року став гравцем «Шерифа», з яким ще два рази виграв національний чемпіонат, після чого перебрався до Узбекистану. де грав за місцеві клуби «Локомотив» (Ташкент) та «Нефтчі» (Фергана).
У січні 2015 року повернувся на батьківщину, підписавши контракт зі столичним «Зімбру» (Кишинів), але вже влітку того ж року став гравцем «Зарі» (Бєльці).

## Виступи за збірні
Має досвід виступів у складі молодіжної збірної Молдови. З 2008 року почав викликатися до національної збірної своєї країни, у складі якої наразі взяв участь у 22 офіційних матчах.

## Досягнення
- Чемпіон Молдови (3):

«Дачія»: 2010-11
«Шериф»: 2011-12, 2012-13.
- Володар суперкубку Молдови (2):

«Дачія»: 2011
«Мілсамі»: 2019
- Володар Кубку Молдови (2):

«Заря»: 2015-16
Петрокуб: 2019-20